# FK Mladá Boleslav
O FK Mladá Boleslav é uma equipe de futebol da cidade de Mladá Boleslav, na República Tcheca. Foi fundado em 1902 e suas cores são azul e branco. O clube passou por duas fusões: em 1949, quando se uniu com o Sokol Slavoj Mladá Boleslav e o Sokol Meteor Čejetičky, formando o ZSJ AZNP Mladá Boleslav , e no ano seguinte, quando se uniu com o Sokol Mladoboleslavský.
Disputa suas partidas no Městský stadion, em Mladá Boleslav, que tem capacidade para 5.000 espectadores. O maior patrocinador do clube é a empresa automotiva Škoda.
A equipe compete atualmente na primeira divisão do Campeonato Tcheco, onde conquistou sucesso apenas nos últimos anos, quando foi vice-campeão em 2005/06 e terceiro lugar em 2006/07.
A nível europeu, participou da Liga dos Campeões da UEFA em 2006/07. Na estreia, participou da segunda fase de classificação, eliminando o Valerenga, da Noruega, ganhando por 3 a 1 em casa e garantindo o empate por 2 a 2 fora. Porém, o clube foi eliminado na fase seguinte para o Galatasaray, perdendo por 5 a 2 na Turquia e empatando em casa por 1 a 1.
Com este resultado, o clube foi para a primeira fase da Copa da UEFA na mesma temporada, onde surpreendentemente eliminou o Olympique de Marselha. Mesmo perdendo por 1 a 0 na França, o clube se recuperou em casa vencendo por 4 a 2 nos últimos minutos. Já na fase de grupos, a equipe não teve o mesmo sucesso, ficando na última colocação e sem nenhuma vitória. No grupo G, enfrentou o grego Panathinaikos, o francês PSG, o israelense Hapoel Tel Aviv e o romeno Rapid Bucureşti.

## Nomes
- 1902 - SSK Mladá Boleslav (Studentský sportovní klub Mladá Boleslav);
- 1910 - Mladoboleslavský SK (Mladoboleslavský Sportovní klub);
- 1919 – Aston Villa Mladá Boleslav;
- 1948 – Sokol Aston Villa Mladá Boleslav;
- 1949 – ZSJ AZNP Mladá Boleslav (Základní sportovní jednota Automobilové závody národní podnik Mladá Boleslav) - união com Sokol Slavoj Mladá Boleslav and Sokol Meteor Čejetičky;
- 1950 – fusão com Sokol Mladoboleslavský
- 1959 – TJ Spartak Mladá Boleslav AZNP (Tělovýchovná jednota Spartak Mladá Boleslav Automobilové závody národní podnik)
- 1965 – TJ Škoda Mladá Boleslav (Tělovýchovná jednota Škoda Mladá Boleslav)
- 1971 – TJ AŠ Mladá Boleslav (Tělovýchovná jednota Auto Škoda Mladá Boleslav)
- 1990 – FK Mladá Boleslav (Fotbalový klub Mladá Boleslav)
- 1992 – FK Slavia Mladá Boleslav (Fotbalový klub Slavia Mladá Boleslav)
- 1994 – FK Bohemians Mladá Boleslav (Fotbalový klub Bohemians Mladá Boleslav)
- 1995 – FK Mladá Boleslav (Fotbalový klub Mladá Boleslav)

## Elenco
- Atualizado em 4 de fevereiro de 2017.

Legenda
- : Capitão
- : Lesão